# Accident ferroviaire d'Épernon
L'accident ferroviaire d'Épernon du 14 octobre 1906 a eu lieu à 17 heures 17 sur la ligne Paris-Le Mans de la Compagnie des chemins de fer de l'Ouest, lorsqu'un train omnibus quittant la gare de cette ville du département d'Eure-et-Loir pour s'engager sur les voies principales a été pris en écharpe par une locomotive haut-le-pied qui a heurté quatre de ses voitures, tuant douze voyageurs et en blessant une soixantaine. Bien qu'il existe un doute sur ses causes, la justice l'imputa à la seule faute de l'équipe de conduite de la machine tamponneuse, et puisqu'il s'inscrivait dans une longue liste d'accidents survenus sur le même réseau, il contribua à alimenter le débat déjà ouvert sur l'opportunité de son rachat par l'État.

## Circonstances
Le dimanche 14 octobre l'omnibus 510 était parti à 6 heures 12 de La Brohinière pour Paris-Montparnasse où il devait arriver à 17 heures 50. Tout au long de son parcours, la collecte de nombreux voyageurs rentrant de villégiature avait perturbé son horaire, et il était en retard de vingt minutes à son arrivée en gare d'Épernon, où il avait été placé sur une voie de garage, afin de laisser la voie libre à l'express 514, Brest-Paris, sans arrêt de Chartres à Versailles. Lors du passage de ce train, le personnel de la gare observa qu'à l'arrière de son fourgon de queue était implanté un drapeau vert, signe conventionnel signifiant qu'un autre convoi suivait à peu de distance. Renseignements pris par téléphone, il s'avéra que contrairement à ce que l'on pouvait présumer, il ne s'agissait pas d'un train supplémentaire créé à Chartres pour dédoubler l'omnibus trop chargé, mais d'une machine haut-le-pied rentrant à son dépôt de Vaugirard, dont la marche avait été tracée depuis Le Mans dans le sillage de l'express 514. Le chef de gare décida cependant de faire partir le 510 sans attendre celle-ci, afin de ne pas aggraver encore son retard.

### L'accident

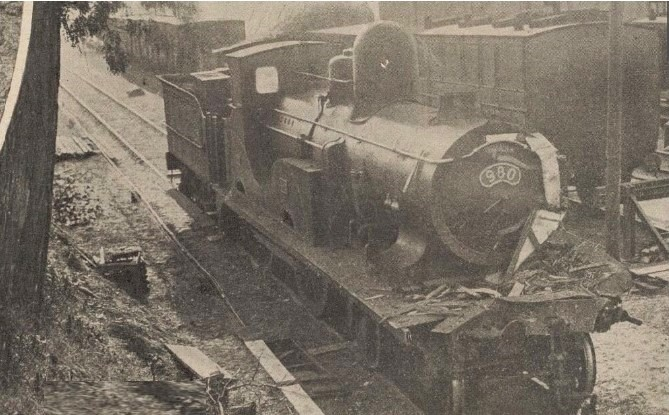
Photo de la locomotive tamponneuse

Alors qu'il quittait sa voie de garage pour s'engager sur la voie principale, survint la locomotive annoncée. Cette machine pour grande vitesse de type 220 (dit Outrance) à mécanisme intérieur sur le modèle anglais, portant le numéro 980 de la série 939-999, prit en écharpe le convoi au niveau de ses voitures de tête, brisant leur attelage avec le tender. Quatre wagons subirent l'essentiel de l'impact : le premier, de 3ème classe à couloir latéral, fut projeté vers la gauche et renversé, le deuxième, mixte de 1ère et 2ème classe formé de compartiments à portières, fut totalement éventré et broyé, et c'est de ses débris que l'on devait tirer le plus grand nombre de victimes. Les deux suivants, bien que percutés, furent moins gravement détériorés. La collision avait intercepté les deux voies en direction de Paris.

### Secours et bilan
Les agents de la petite gare de troisième classe d'Épernon, accablés par l'évènement, étaient de toute façon trop peu nombreux pour y faire face efficacement. Aussi, jusqu'à l'arrivée vers 21 heures d'un train envoyé de Paris avec des médecins, du matériel et des hommes d'équipe, les secours furent improvisés sous la direction du maire et assurés par les pompiers de la ville qui, sous l'éclairage de fortune du projecteur de cinéma d'un voyageur, s'efforcèrent d'extraire les victimes des wagons disloqués. Neuf personnes avaient été tuées sur le coup, et leurs corps, souvent gravement mutilés, furent portés dans la salle d'attente de la gare transformée en dépôt mortuaire. Les blessés, auxquels les deux médecins de la ville et des passagères américaines du train dispensèrent les premiers soins, se comptaient par dizaines et furent d'abord déposés dans la salle de restaurant d'un hôtel situé devant la gare et chez les habitants. Selon leur état, quelques uns purent rester sur place, mais la plupart, après avoir été chargés dans des trains rebroussant vers Maintenon, furent hospitalisés ou bien à Chartres, ou bien à Dreux et Versailles, après passage par les lignes de Maintenon à Dreux puis de Granville à Paris. En fin de soirée, plus d'une trentaine parvinrent même à Paris pour y être hospitalisés à l'Hôtel Dieu et à l'hôpital Necker, ou reconduits chez eux. Dans la confusion générale, on avait parfois négligé de relever leur identité, si bien que le lendemain, certaines familles sans nouvelles de leurs proches avaient gagné Épernon et parcouraient la ville à leur recherche.
On n'avait pas non plus songé à retenir le mécanicien et le chauffeur de la locomotive tamponneuse qui, indemnes, avaient regagné Paris et leur dépôt de Vaugirard. Aussi lorsqu'à 23 heures 30 le procureur de la République de Chartres arriva sur les lieux avec le préfet d'Eure-et-Loir, il ne put commencer ses investigations et délivra contre eux un mandat d'amener pour le lendemain.
Le ministre des travaux publics Louis Barthou s'était rendu dès 22 heures à la gare Montparnasse, et après mise en place d'une voie provisoire sur les lieux de l'accident, arriva à la gare d'Épernon à 2 heures pour se recueillir devant les corps des neuf victimes, avant de partir visiter les blessés hospitalisés à Chartres.
Vingt quatre heures plus tard, était organisée à la gare Montparnasse une cérémonie d'accueil du train amenant les cercueils de sept des victimes, en présence de nombreuses autorités, dont le directeur de la Compagnie de l'Ouest, M. Jean de Larminat.
Après que les travaux de déblaiement eurent duré toute la nuit, le lundi matin, la circulation était rétablie dans les deux sens.
Trois blessés étant morts en cours de transfert vers les hôpitaux ou dans les jours suivants, le bilan définitif de l'accident s'établit à douze morts et environ soixante-cinq blessés.
Comme à l'habitude, certains organes de la presse populaire avaient abondé en détails sanglants et bouleversants sur les victimes, le quotidien Le Journal mettant même à profit son article pathétique publié à la une pour le conclure par la promotion d'une compagnie d'assurance.

## Suites

### Politiques
Les circonstances de l'accident et la confusion qui s'ensuivit offrirent au député d'Eure-et-Loir Gustave Lhopiteau l'occasion de déposer à la Chambre lors de la séance du 5 novembre 1906 une demande d'interpellation « Sur la catastrophe d'Épernon et sur l'attitude de la compagnie de l'Ouest qui, pendant trois heures et demie, a tenu bloqués à Maintenon préfet, médecins, procureur de la République et juge d'instruction, les empêchant d'arriver sur le lieu du sinistre », dont la discussion, reportée de jour en jour, n'eut cependant jamais lieu. Huit mois plus tard, son auteur trouva malgré tout le moyen d'évoquer en séance publique la catastrophe et les nombreuses insuffisances qu'elle révélait en matière de sécurité par le biais d'une question au ministre à propos du rachat de la Compagnie de l'Ouest par l'Etat.
En effet, l'événement avait réveillé le débat récurrent depuis quelques années sur cette éventualité, puisque par une coïncidence singulière, se trouvait parmi les voyageurs du train, Léon Janet, député du Doubs, qui, peu de temps auparavant s'était, en sa qualité de rapporteur du budget des travaux publics, déclaré favorable à l'opération. La presse, insistant sur son implication dans l'accident, où il avait été, ainsi que sa nièce, assez sérieusement blessé, relança immédiatement cette question, sur laquelle le monde politique et économique continua à se diviser, jusqu'au rachat effectif voté en juillet 1908.
Plus accessoirement, le journal L'Éclair jugea opportun de s'en prendre, dans un Écho de première page, au président de la République Armand Fallières, en observant que malgré la faible distance entre Épernon et le château de Rambouillet où il était en villégiature, celui-ci n'avait ni « daigné se déranger pour porter ses condoléances aux familles des victimes ou réconforter les blessés », ni même délégué un de ses collaborateurs, révélant ainsi qu'il avait « décidément une façon très personnelle de comprendre les devoirs de sa charge ».

### Judiciaires
Conformément à la pratique habituelle, deux enquêtes officielles furent menées, l'une administrative par les services du contrôle de l'État, confiée à l'ingénieur des Mines Charles de Ruffi de Ponteves, l'autre judiciaire, sous la direction du procureur de la République de Chartres.
Une conception extensive de la causalité aurait pu permettre de considérer que la cause première de l'accident résultait d'une mauvaise gestion du trafic par le chef de gare d'Épernon. Celui-ci avait en effet expédié l'omnibus 510 alors que le passage imminent d'un autre train était annoncé, mesure que le premier rapport des ingénieurs des Mines avait déclarée prise en violation du règlement général relatif au service des gares, et donc fautive. Toutefois, dans le cadre de la procédure pénale, le juge d'instruction estima la décision du chef de gare dépourvue de lien de causalité directe avec l'accident et le fit bénéficier d'un non-lieu.
La justice adopta en effet une conception plus étroite de la causalité en considérant comme seule origine directe et immédiate de la collision un dysfonctionnement dans la signalisation, démarche restreignant les investigations à la recherche d'éventuelles fautes de l'aiguilleur chargé de l'actionner, ou de l'équipe de conduite de la locomotive tamponneuse chargée de la respecter.
L'omnibus s'était engagé sur la voie principale en empruntant un aiguillage qui, par un mécanisme d'enclenchement, devait fermer automatiquement le signal avancé n° 6, constitué d'un disque rouge, situé environ 2500 mètres avant la gare, afin de protéger la sortie de la voie de garage contre la survenue d'un autre train. L'ouverture de l'aiguillage entraînant nécessairement la fermeture du signal, la responsabilité de l'accident fut d'emblée présumée imputable aux deux cheminots conduisant la locomotive tamponneuse, le mécanicien Louvet et son chauffeur Lebreton, soupçonnés de l'avoir brûlé, même s'ils soutenaient qu'à leur passage il était ouvert. Ainsi, L'Aurore, refusant d' « admettre les deux faits énormes successifs que le signal automatique n'ait pas fonctionné, que le mécanicien Louvet n'ait pas dans la pleine lumière aperçu les wagons sur lesquels il se précipitait », tenait celui-ci pour responsable en lui prêtant une « aberration passagère ».
En réalité, au delà des apparences, la question de responsabilité se posait d'une manière assez complexe, puisque le signal en question était mis en mouvement par un levier distinct de celui de l'aiguillage, et servait aussi au block-system. Ainsi, se démarquant des affirmations superficielles du reste de la presse, le journal Le Temps, après une analyse minutieuse des dispositifs de sécurité et de la configuration des lieux démontrait-il qu'il n'était pas impossible que, comme ils le soutenaient, les conducteurs de la locomotive tamponneuse aient trouvé le signal ouvert à leur passage, notamment si l'aiguilleur l'avait fermé tardivement.
Cependant, au terme d'une instruction qui privilégia surtout l'audition des blessés, le mécanicien Louvet et son chauffeur Lebreton furent, malgré leurs dénégations, seuls tenus pour responsables et inculpés d'homicide et blessures par imprudence.
Ils furent traduits devant le tribunal correctionnel de Chartres où leur procès s'ouvrit le 12 mars 1907, en l'absence de partie civile, après indemnisation amiable des victimes par la compagnie. Treize témoins y furent entendus. Le mécanicien Louvet, qui maintenait avoir franchi le signal ouvert, faisait valoir qu'il avait toujours été bien noté et n'avait encore jamais brûlé un signal, appuyé par les témoignages de trois collègues attestant de cas de positions discordantes d'aiguilles et de signaux dans des circonstances analogues. Le chauffeur Lebreton soutenait lui aussi que le disque était ouvert, mais l'ingénieur du service de contrôle avait indiqué dans son rapport qu'il devait de toute façon être trop occupé à charger le foyer et alimenter la chaudière en eau pour pouvoir observer les signaux, puisqu'il n'était que nettoyeur faisant fonction de chauffeur. En dépit des doutes sur la cause exacte de l'accident, le tribunal, dans son jugement rendu le 14 mars, condamna le mécanicien à un an de prison ferme et son chauffeur à cinquante francs d'amende avec sursis, décision dont les intéressés firent appel.
Commentant ce jugement, le député Gustave Lhopiteau déplorait en juillet 1907 à la Chambre qu' « à la suite d'une catastrophe comme celle d'Épernon, on se borne à traduire devant le tribunal correctionnel un pauvre mécanicien dont la culpabilité n'est pas et ne peut pas être établie ». Sur appel des deux condamnés, la cour d'appel de Paris, dans un arrêt du 16 novembre 1907, sembla elle aussi avoir été sensible aux incertitudes subsistant dans le dossier. Bien que ne désavouant pas ouvertement le tribunal sur la culpabilité de principe des deux cheminots, elle jugea en effet que de nombreuses négligences de service atténuaient leur responsabilité. Ainsi, si la peine initiale de cinquante francs d'amende avec sursis prononcée contre le chauffeur était maintenue, celle d'un an de prison ferme du mécanicien était réduite à six mois avec sursis, sanctions à portée plutôt symbolique.
L'accident eut aussi une suite civile indirecte le 2 avril 1908 devant le tribunal civil de la Seine, lorsqu'une artiste dramatique dont le retard du fait de la catastrophe avait entraîné l'annulation d'un spectacle, assignée par son impresario, obtint que les 1 000 F de dommages-intérêts auxquels elle était condamnée soient mis à la charge de la Compagnie de l'Ouest.

### liens externes
Épernon : gare d'Épernon (ligne Paris-Le Mans) sur http://www.perche-gouet.net